# Джалилов, Кямиль Джалил оглы
Кямиль Джалил оглы Джалилов (азерб. Kamil Cəlil oğlu Cəlilov; 29 января 1938, Баку — 22 февраля 2022, там же) — советский и азербайджанский гобоист, народный артист Азербайджана (2000).

## Биография
Родился 29 января 1938 года в городе Баку, столице Азербайджанской ССР.
Окончил Бакинское музыкальное училище имени Асафа Зейналлы (1959) и Азгосконсерваторию (1965). Учился у Дж. Мамедова, В. А. Князькова и А. Абдуллаева. 
С 1959 года — нагарист, позже гармонист ансамбля народных инструментов «Хатира» под руководством Ахсана Дадашева, с 1965 года — солист Азербайджанского государственного камерного оркестра, симфонического оркестра, инструментального ансамбля «Дан улдузу» под руководством Гюляры Алиевой, заслуженного коллектива Азербайджанской ССР оркестра народных инструментов Азгостелерадио. 
Преподавал в Республиканской гимназии искусств. 

### Творчество
В репертуаре Кямиля Джалилова наряду с западно-европейской и русской музыкой важное место занимают произведения азербайджанских композиторов — Арифа Меликова, Тофика Кулиева, Фикрета Амирова и многих других. Не менее важную роль в его репертуаре играют и народные азербайджанские песни и мугамы. В исполнении гобоиста дополняют друг друга классика и народное творчество, он профессионально владеет своим инструментом, добавляя в народное творчество необычный тембр гобоя и виртуозную технику игры на нем. Исполнение Джалилова высокого оценено слушателями со всего мира, выдающимися советскими и зарубежными музыкантами и педагогами.
Кямиль Джалилов гастролировал с концертами во многих странах — в их числе — Швеция, Ливан, Алжир, Польша, Чехословакия, Швейцария, Италия, Финляндия, Франция. 
Мелодия «Чаргях ахенги» в исполнении Джалилова была удостоена первого места фестиваля IV Международной трибуны Азиатских стран (1976, Манила, Филиппины), после чего была высоко оценена ЮНЕСКО. В 1977 году «Чаргях ахенги» записана на балабане на Всесоюзном радио, после чего эта запись включена в знаменитую Золотую пластинку «Вояджера» под названием «Мугам».
С музыкой гобоиста выпущены пластинки и диски.
Кямилю Джалилову посвящены стихи известных поэтов Зивер Агаевой, Зелимхана Якуба, Багадура Гакера, Агасэфы Яхьяева, концерт для гобоя с оркестром дагестанского композитора Магомеда Гусейнова, телевизионный документальный фильм «Кямиль» (2001).

## Награды
- Орден «Честь» (2 февраля 2018 года) — за большие заслуги в развитии азербайджанского музыкального искусства[1].
- Орден «Слава» (1 февраля 2013 года) — за заслуги в развитии исполнительского искусства в Азербайджане[2].
- Народный артист Азербайджана (28 октября 2000 года) — за заслуги в развитии азербайджанской культуры[3].
- Заслуженный артист Азербайджанской ССР (1989).
- Премия Ленинского комсомола (?).
- Персональная пенсия Президента Азербайджанской Республики (5 июля 2003 года)[4]